# Museo Bizantino de Kastoriá
El Museo Bizantino de Kastoriá es uno de los museos de Grecia de la región de Macedonia Occidental. Fue inaugurado en 1989.
Inicialmente el museo albergó una exposición temporal de treinta y cinco iconos, pero a partir de 2010 se inició un proyecto de remodelación de la exposición del museo para ampliarla y mejorar su enfoque interpretativo que concluyó en 2013.

## Colecciones
El museo contiene una colección de objetos bizantinos y posbizantinos procedentes principalmente del área de Kastoriá, que fue una ciudad importante en ambos periodos. Entre ellos se encuentran iconos, iconostasios, frescos, miniaturas, monedas y joyas, pero el eje de la exposición y su tema principal es el de los iconos. 
La exposición permanente se distribuye en tres salas que están en torno a un patio central. Está organizada en varias secciones que se centran en la Kastoriá bizantina, la Kastoriá posbizantina y los talleres artísticos posbizantinos.
|                               |
| El profeta Elías (1180-1200). |

|  |
|  |

|  |
|  |

|  |
|  |